# 愛知県道385号前芝小坂井停車場線
愛知県道385号前芝小坂井停車場線（あいちけんどう385ごう まえしばこざかいていしゃじょうせん）は、愛知県豊橋市日色野町から豊川市小坂井町（JR飯田線小坂井駅前）に至る県道である。

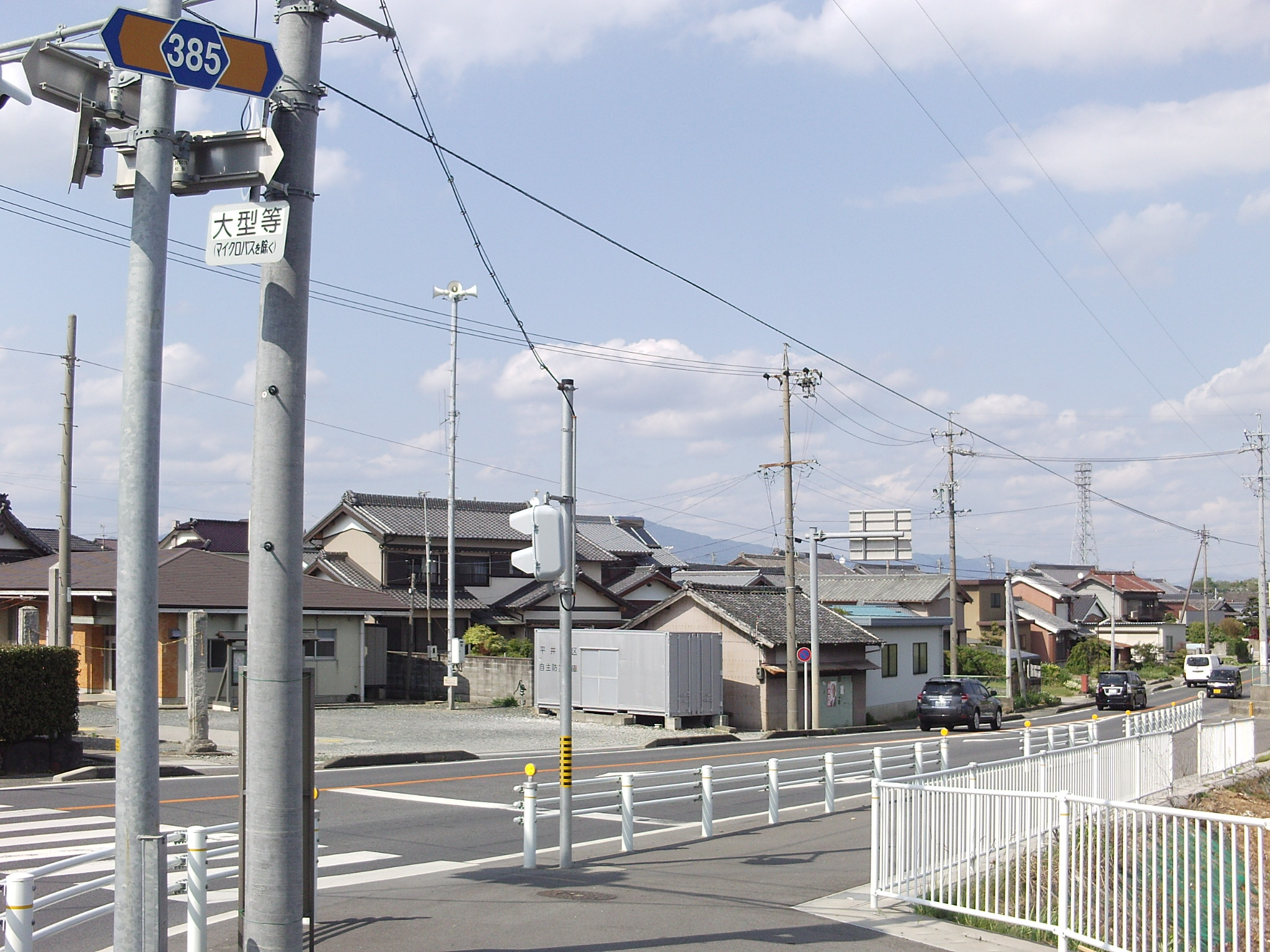
県道の中間地点。豊川放水路にかかる愛知県道386号平井牟呂大岩線の新橋からも多くの自動車交通が流入し、信号機が変則サイクルで交通整理を行っている。

## 概要

### 路線データ
- 起点：愛知県豊橋市日色野町（日色野町東交差点）
- 終点：愛知県豊川市小坂井町（小坂井駅前）
- 全長：約2.5km

## 沿革
- 1959年12月15日 認定

## 地理
起点から小坂井バイパスの分岐点まで国道247号と重複し、分岐後もしばらくはその側道のように沿って走り、東海道新幹線の高架辺りから少し離れる。途中の平井新橋交差点は豊橋方面の県道が交差し混雑する。小坂井バイパスを避ける大型車の通行が多かったが、2016年3月の同バイパス無料化後は幾分緩和された。東海道本線のガードを潜った後、飯田線と名鉄名古屋本線が一緒になった線路を横切る（両鉄道線の逆方向は踏切の東側で立体交差）。才ノ木交差点を左折して旧東海道に入り、さらに横断歩道の所で左折し民家の間を100mほど走ると、終点の小坂井駅前である。

### 通過する自治体
- 愛知県
  - 豊橋市
  - 豊川市

### 接続する道路
- 国道247号（小坂井バイパス）（日色野町東交差点・小坂井バイパス分岐点間で重複）
- 愛知県道386号平井牟呂大岩線（平井新橋交差点）
- 愛知県道496号白鳥豊橋線（才ノ木交差点・豊川市小坂井町蔵屋敷地内間で重複）

### 沿線
- JR飯田線・名鉄名古屋本線 平井信号場
- 豊川放水路・善光寺川
  - 小坂井排水機場
- ファミリーマート 小坂井町才ノ木店
- JR飯田線 小坂井駅